# Iresine
Iresine is een geslacht uit de amarantenfamilie (Amaranthaceae). De soorten uit het geslacht komen voor in (sub)tropisch Amerika.

## Soorten
- Iresine ajuscana Suess. & Beyerle
- Iresine alternifolia S.Watson
- Iresine angustifolia Euphrasén
- Iresine arbuscula Uline & W.L.Bray
- Iresine arrecta Standl.
- Iresine borschii Zumaya & Flores Olv.
- Iresine cassiniiformis S.Schauer
- Iresine chrysotricha (Suess.) Borsch, Flores Olv. & Kai Müll.
- Iresine cubensis Borsch, Flores Olv. & Kai Müll.
- Iresine diffusa Humb. & Bonpl. ex Willd.
- Iresine discolor Greenm.
- Iresine domingensis Urb.
- Iresine flavescens Humb. & Bonpl. ex Willd.
- Iresine flavopilosa Suess.
- Iresine hartmanii Uline
- Iresine hebanthoides Suess.
- Iresine heterophylla Standl.
- Iresine interrupta Benth.
- Iresine jaliscana Uline & W.L.Bray
- Iresine latifolia (M.Martens & Galeotti) Benth. & Hook.f.
- Iresine laurifolia Suess.
- Iresine leptoclada (Hook.f.) Henrickson & S.D.Sundb.
- Iresine nigra Uline & W.L.Bray
- Iresine orientalis G.L.Nesom
- Iresine palmeri (S.Watson) Standl.
- Iresine pedicellata Eliasson
- Iresine pringlei S.Watson
- Iresine rhizomatosa Standl.
- Iresine rotundifolia Standl.
- Iresine rzedowskii Zumaya, Flores Olv. & Borsch
- Iresine schaffneri S.Watson
- Iresine sousae Zumaya, Borsch & Flores Olv.
- Iresine stricta Standl.
- Iresine valdesii Zumaya, Flores Olv. & Borsch

... · 
Achyranthes · 
Aerva ·
Alternanthera ·
Amaranthus (Amarant) · 
Atriplex (Melde) · 
Axyris · 
Bassia (Zoutkruid) · 
Beta (Biet) · 
Blitum (Spiesganzenvoet) · 
Celosia · 
Chenopodium (Ganzenvoet) · 
Corispermum (Vlieszaad) · 
Dysphania · 
Halimione (Zoutmelde) · 
Halocnemum · 
Halothamnus · 
Haloxylon · 
Kochia · 
Krascheninnikovia · 
Polycnemum (Knarkruid) · 
Patellifolia · 
Ptilotus · 
Pupalia ·
Salicornia (Zeekraal) · 
Salsola (Loogkruid) · 
Spinacia · 
Suaeda · 
Traganum · 
...